# Laura Flessel-Colovic
Laura Flessel-Colovic, francoska sabljačica, * 6. november 1971, Pointe-à-Pitre.
Sodelovala je na sabljaškem delu poletnih olimpijskih igrah leta 1996, leta 2000, leta 2004, leta 2008 in leta 2012.
Je tudi dvakratna svetovna sabljaška prvakinja in desetkratna državna prvakinja (samostojno in ekipno).